# Tadeusz Głąbski
Tadeusz Głąbski (ur. 19 października 1908 w Łodzi, zm. 1 czerwca 1967 tamże) − działacz komunistyczny, członek kierownictwa organizacji konspiracyjnej Front Walki o Naszą i Waszą Wolność i Komitetu Centralnego PZPR.

## Życiorys
Urodził się w rodzinie Kazimierza i Bronisławy. W drugiej połowie lat 20. pracował w fabryce wełny i ukończył wieczorową szkołę handlową. 1930–1931 odbył służbę wojskową, po czym wstąpił do KZMP, a w 1934 do KPP. Był członkiem Komitetu Dzielnicowego (KD) KZMP i jednym z czołowych działaczy KPP w Łodzi.
Podczas okupacji niemieckiej wraz z innymi komunistami założył Komitet Sabotażowy, mający prowadzić sabotaż w fabrykach pracujących dla Niemców. W 1941 ten komitet został połączony w Ogólnołódzki Komitet Sabotażowy, po czym przemianowany na Front Walki o Naszą i Waszą Wolność, którego Głąbski był jednym z kierowników. W połowie 1942 wziął udział w naradzie, na której podjęto decyzję o przystąpieniu całej organizacji do PPR. Został sekretarzem KD PPR Śródmieście Prawa i członkiem Komitetu Okręgowego (KO) PPR Łódź-Miasto. W czerwcu 1943 został aresztowany przez gestapo. Był więziony w obozach w Mauthausen, Buchenwaldzie i Dachau.
Po uwolnieniu w 1945 powrócił do Polski i kontynuował działalność partyjną. Od marca 1947 kierował Wydziałem Personalnym Komitetu Łódzkiego (KŁ) PPR, potem PZPR. 1949–1958 pracował w Centralnym Zarządzie Przemysłu Papierniczego. Od grudnia 1956 członek egzekutywy KŁ PZPR, od marca 1959 (III Zjazd PZPR) zastępca członka, a od czerwca 1964 (IV Zjazd PZPR) do śmierci członek KC PZPR. 
Został pochowany na cmentarzu Doły w Łodzi (kwatera VII-1-2).

## Ordery i odznaczenia
- Order Sztandaru Pracy I klasy[3] (1964)[4]
- Order Sztandaru Pracy II klasy[3]
- Srebrny Krzyż Zasługi (8 maja 1946)[5]
- Srebrny Medal „Zasłużonym na Polu Chwały” (6 września 1946)[6]
- Medal 10-lecia Polski Ludowej (13 stycznia 1955)[7]

## Upamiętnienie
W latach 1968–1989 Tadeusz Głąbski był patronem Pułku Obrony Terytorialnej miasta Łodzi.